# Kramatorsk
Kramatorsk este un oraș în estul Ucrainei, în partea de nord a regiunii Donețk, situat pe malul râului Kazionnâi Toreț, un afluent al râului Doneț. Este unul dintre cele mai mari centre industriale producătoare de mașini grele din Ucraina și un nod important de transport, cu o magistrală feroviară (dublă, electrificată) care leagă orașele din sudul și estul bazinului Doneț cu nordul și vestul regiunii. Kramatorskul a apărut în a doua jumătate a secolului al XIX-lea, când a fost construită o stație a căii ferate Kursk-Azov (numită Kram-na-Tore în 1868, de unde probabil și numele orașului: крам „Kram” = dugheană sau крома „kroma” = margine + на „na” = pe + Тор „Tor” = numele vechi al râului Kazionnâi Toreț, adică „dugheană pe marginea râului Tor”), iar orașul s-a dezvoltat în jurul ei la  sfârșitul secolului al XIX-lea odată cu creșterea industriei sale metalurgice, în special a producției de fier și oțel. Kramatorskul a fost declarat oraș în 1932. Kramatorsk a devenit cu timpul unul dintre cele mai mari centre industriale din Ucraina fabricând mașini grele și mașini-unelte pentru industria metalurgică, minieră, energetică și chimică; printre produsele fabricate se numără prese, macarale, rotoare de turbine și excavatoare autopropulsate. Potrivit recensământului populației din 2001, Kramatorskul  avea 216.200 de locuitori, dintre care, după etnie, erau 70,2% ucraineni, 26,9% ruși, 0,7% belaruși, 0,6% armeni, 0,2% azeri și 0,1% evrei. Între 12 mai și 5 iulie 2014 orașul a fost ocupat de forțele separatiste susținute de Rusia din așa-numita „Republică Populară Donețk” (RPD). În cursul bătăliilor, unele fabrici au fost parțial distruse și 50 de oameni au fost uciși. După eliberarea orașului, Kramatorskul a devenit centrul administrativ provizoriu al regiunii Donețk (în octombrie 2014).  Pe 10 februarie 2015, Kramatorskul a fost lovit de rachetele rusești „Smerci” lansate din Gorlovka ocupată, acest atac a fost soldat cu 17 morți și 64 răniți. Pe 8 aprilie 2022, gara din Kramatorsk, folosită pentru evacuarea civililor, a fost lovită de două rachete ale armatei ruse, ucigând peste 50 de persoane de persoane, dintre care cinci copii, și rănind cel puțin 98 de persoane.
 Imperiul Rus 1868–1917

 RSS Ucraineană 1920–1922

 Uniunea Sovietică 1922–1941

 Imperiul German (ocupația) 1941–1943

 Uniunea Sovietică 1943–1991

 Ucraina 1991–prezent 